# El paraíso de un iluso
El paraíso de un iluso (en inglés: Fool's Paradise) es una película muda romántica estadounidense de 1921 dirigida por Cecil B. DeMille. La película está protagonizada por Dorothy Dalton y Conrad Nagel, y se basó en el cuento «Laurels and the Lady» de Leonard Merrick. Las impresiones de El paraíso de un iluso se conservan en la George Eastman House, la Biblioteca del Congreso de Estados Unidos y el UCLA Film and Television Archive.

## Sinopsis
Como se describe en una revista de cine, Arthur Phelps (Nagel) resultó herido durante la Primera Guerra Mundial y, mientras estaba en Francia, quedó deslumbrado por la belleza de la bailarina francesa Rosa Duchene (Harris). De regreso a los Estados Unidos, en una ciudad petrolera a lo largo de la frontera con México, Arthur conoce a la bailarina estadounidense Poll Patchouli (Dalton) en una cantina mexicana, y ella se enamora de él. Rosa y su compañía cobran por un espectáculo en el teatro local y mientras Arthur espera en la puerta del escenario para ver a su amada, enciende un cigarro que le había regalado Poll. El cigarro es del tipo explosivo, y la explosión que sigue daña tanto los ojos de Arthur que más tarde, mientras está sentado en el teatro viendo bailar a la joven francesa, se queda ciego. Más tarde, Arthur entra en la cantina mientras Poll imita de la mujer francesa. Al darse cuenta de que ella ha causado la ceguera del hombre que ama, Poll se hace pasar por la mujer francesa, imitando su voz y acento tan perfectamente que Arthur es engañado, y luego se casan. Ambos viven felices hasta que Poll se entera de la llegada de un gran especialista en ojos que podría restaurar la vista de Arthur. Ella lo lleva al médico que le devuelve la vista, y luego Arthur deja a Poll y comienza la búsqueda de Rosa. Finalmente la rastrea hasta Siam. Después de un incidente allí, Arthur se da cuenta de que es a Poll a quien ama, y regresa a la ciudad fronteriza mexicana a tiempo para rescatar a Poll del propietario de la cantina, John Roderiguez (Kosloff). Arthur y Poll se vuelven a casar para el final feliz resultante.

## Reparto
- Dorothy Dalton como Poll Patchouli;
- Conrad Nagel como Arthur Phelps;
- Mildred Harris como Rosa Duchene;
- Theodore Kosloff como John Roderiguez;
- John Davidson como el príncipe Talaat-Ni;
- Julia Faye como Samaran, la esposa del jefe;
- Clarence Burton como Manuel;
- Guy Oliver como Briggs;
- Jacqueline Logan como Girda;
- Kamuela C. Searle como Kay;
- Baby Peggy como una niña (sin acreditar);
- William Boyd (sin acreditar);
- Gertrude Short como un niño (sin acreditar).

## Producción
La producción de la película comenzó el 4 de abril de 1921 y concluyó el 2 de junio de 1921. El presupuesto de la película fue de $291 367,56 dólares y recaudo $901 937,79 en taquilla.